# Méditerranéisme

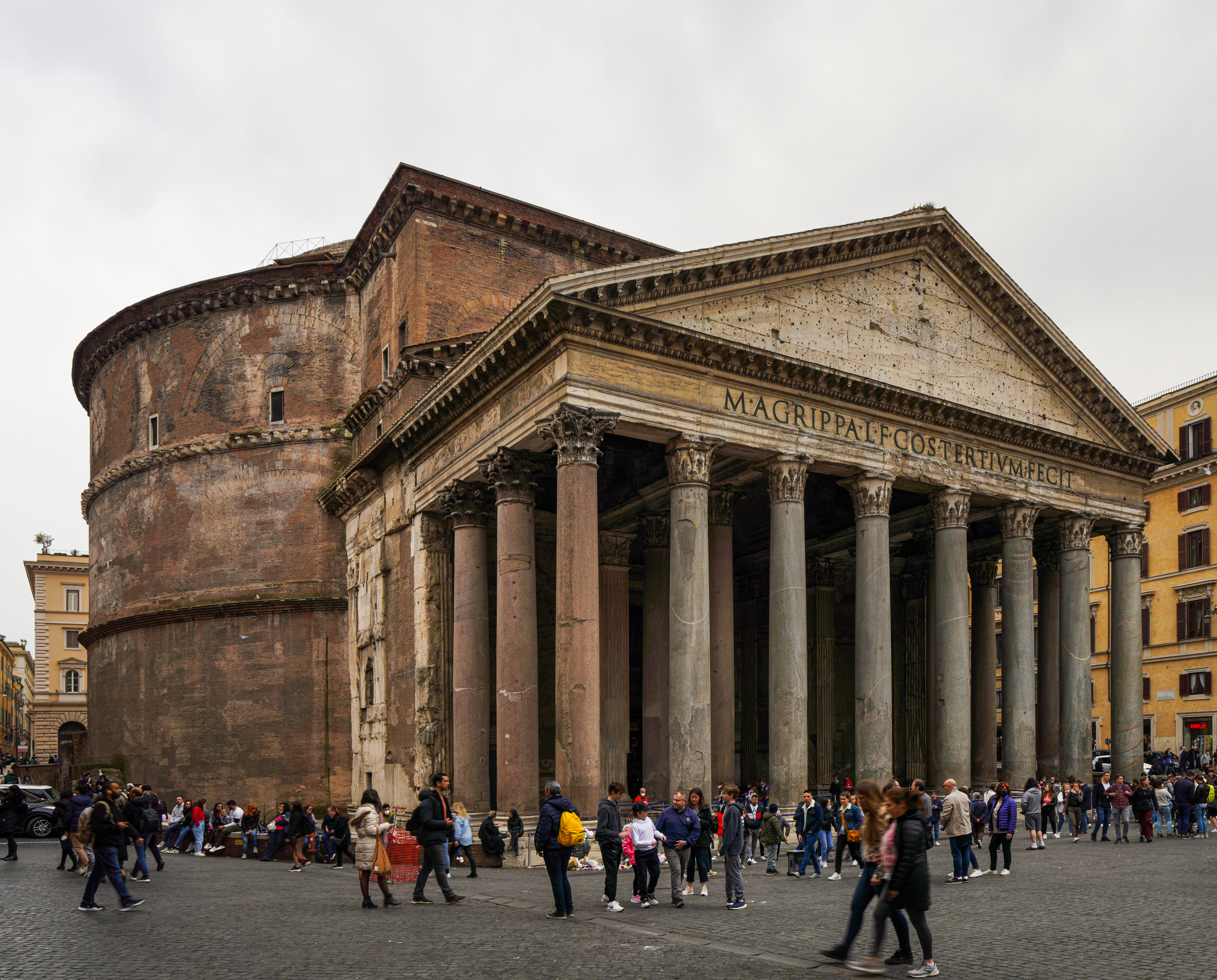
Le Panthéon de Rome en Italie (2009).

Le méditerranéisme est une idéologie qui prétend qu'il y a des caractéristiques distinctives que les cultures méditerranéennes ont en commun.
Giuseppe Sergi a affirmé que la race méditerranéenne était « la plus grande race… ne dérive ni des Noirs ni des Blancs… d'une souche autonome de la famille humaine ». Le fascisme italien a d'abord adhéré fermement à une version similaire du méditerranéisme, affirmant qu'un lien existait entre toutes les cultures méditerranéennes et tous les peuples méditerranéens, plaçant souvent les peuples et les cultures méditerranéens au-dessus des autres cultures. Cette forme de méditerranéisme contrastait avec la théorie raciale nordiciste alors répandue dans le Nord-Ouest, le Centre et le Nord de l'Europe et créait une réaction défensive contre celle-ci qui a classé les peuples sud-européens ou méditerranéens comme inférieurs aux peuples nordiques.

## Histoire
L'anthropologue italien Giuseppe Sergi a affirmé que la race méditerranéenne était « la plus grande race du monde ». Il l'a défini comme "la plus belle race brune qui soit apparue en Afrique du Nord… ne dérivant ni des peuples noirs ni blancs, mais constituant une souche autonome dans la famille humaine". Sergi a affirmé que la race méditerranéenne parlait probablement historiquement une langue hamitique liée à la langue des Égyptiens préhistoriques, des Ibères et des Libyens. Sergi a noté que l'Empire romain a conduit à la propagation de la civilisation méditerranéenne à travers l'Europe et que la civilisation européenne contemporaine était donc liée par l'ascendance à la race méditerranéenne.

## Conception fasciste italienne
Au début, le fascisme italien prônait une variante du méditerranéisme qui, à l'instar de la tendance méditerranéiste de Sergi, affirmait que les peuples et les cultures de la Méditerranée partageaient un lien historique et culturel commun. Initialement, cette variante évitait surtout les connotations raciales explicites; ses adeptes ont souvent rejeté le racisme biologique et ont plutôt souligné l'importance des aspects culturels plutôt que les aspects raciaux des peuples méditerranéens. Implicitement, cependant, cette forme de méditerranéisme positionnait la race et les cultures méditerranéennes comme supérieures à d’autres groupes, y compris les peuples du Nord-Ouest de l’Europe, germaniques et nordiques, et résultait en partie de la réponse au Nordicisme, une théorie raciale populaire à l’époque. Les théoriciens raciaux du nord-ouest de l'Europe et germaniques, ainsi que les théoriciens raciaux d'ascendance du nord-ouest de l'Europe dans des pays tels que les États-Unis, considéraient que les peuples non nordiques, y compris les Italiens et les autres peuples de la Méditerranée, étaient subordonnés sur le plan racial aux peuples nordique, aryen ou germanique.
Dans un discours prononcé à Bologne en 1921, Benito Mussolini a déclaré que "le fascisme est né… d'un besoin profond et permanent de cette race aryenne et méditerranéenne". Dans ce discours, Mussolini faisait référence aux Italiens en tant que branche méditerranéenne de la race aryenne indo-européenne, dans le sens de peuples de patrimoine indo-européen plutôt que dans le sens plus célèbre du Nordicisme prôné par les nazis, le fascisme italien a souligné que la race était lié par des fondements spirituels et culturels, et a identifié une hiérarchie raciale fondée sur des facteurs spirituels et culturels, Mussolini a explicitement rejeté les notions selon lesquelles des races biologiquement "pures" existaient à l'époque moderne. Le fascisme italien a fermement rejeté la conception nordique de la race aryenne qui idéalisait les Aryens « purs » comme présentant certains traits physiques définis comme nordiques, comme la peau claire, les cheveux blonds et les yeux bleus, traits peu communs chez les peuples méditerranéens et italiens et les membres de la « race méditerranéenne ». L'antipathie de Mussolini et d'autres fascistes italiens envers le nordicisme reposait sur l'existence de telles théories chez les nordicistes allemands et anglo-américains qui considéraient les peuples méditerranéens comme dégénérés racialement. Le nordicisme et le racisme biologique étaient souvent considérés comme incompatibles avec la première philosophie fasciste italienne ; Le nordicisme a intrinsèquement subordonné les Italiens et les autres peuples méditerranéens sous les Allemands et les Européens du Nord-Ouest dans sa hiérarchie raciale proposée, et les premiers fascistes italiens, y compris Mussolini, considéraient souvent la race comme une invention culturelle et politique ou comme une race être surmonté par la culture. Dans un discours prononcé à Bari en 1934, Mussolini a rappelé son attitude à l’égard du nordicisme : Trente siècles d’histoire nous permettent d’examiner avec une extrême pitié certaines doctrines prêchées au-delà des Alpes par les descendants de ceux qui étaient illettrés quand Rome avait eu César, Virgile et Auguste.

### Influence allemande et méditerranéisme nordiciste
À partir de la fin des années 1930 et jusqu'à la Seconde Guerre mondiale, les fascistes italiens se sont divisés quant à leur position à l'égard du méditerranéisme. À l’origine, les théories raciales nordiques nazies n’étaient retrouvées que chez un très petit nombre de fascistes italiens marginaux, principalement germanophiles, antisémites, anti-intellectuels et italiens du nord qui se considéraient comme ayant un héritage racial lombard nordique ou germanique, et le nordicisme. L'Aryanisme est resté en contradiction avec les théories fascistes italiennes sur la grandeur des peuples méditerranéens. Cependant, en 1938, à mesure que l’alliance entre l’Italie fasciste et l’Allemagne nazie se renforçait et que la politique et les théories allemandes nazies influençaient de plus en plus la pensée fasciste italienne, de nombreux fascistes italiens commencèrent à adopter un nouveau méditerranéisme, une variante mêlant nordicisme et méditerranéisme. Contrairement aux autres formes de méditerranéisme, cette forme fonde sa vision raciale sur le nazisme et affirme que les Italiens font partie de la « race blanche » ou « race aryenne blanche » et utilise le suprémacisme blanc pour justifier le colonialisme.